# Kenenisa Bekele
Kenenisa Bekele Beyecha (Bekoji, 13 juni 1982) is een Ethiopisch langeafstandsloper, die zich heeft toegelegd op zowel de 5000, 10.000 m, het veldlopen en de wegatletiek. Hij werd viermaal wereldkampioen en tweemaal olympisch kampioen op de 10.000 m. Op de 5000 m won hij eenmaal de olympische titel en eenmaal de wereldtitel. Bovendien veroverde hij alles bij elkaar ook nog eens elf wereldtitels in het veldlopen. Hij was van 2004 tot 2020 tevens in het bezit van de wereldrecords op de 5000 en de 10.000 m. Hij wordt ook wel de ongekroonde koning van de 5 en 10 kilometer genoemd; in eigen land noemen ze hem The Lion King.

## Biografie

### Aarzelende start
Bekele groeide op in Bekoji, een dorp in het zuiden van Ethiopië, in een gezin met zes kinderen. Hoewel ze nooit honger leden, bleven ze nadrukkelijk verstoken van iedere vorm van luxe. Zijn atletiekcarrière kende een aarzelende start. "Ik was zeker geen uitblinker en had toen ook nooit gedacht dat ik later zo goed zou worden. Mijn ouders evenmin. Zij wilden dat ik ging studeren in plaats van hardlopen. Dat hebben ze me ontelbare malen verteld. Ze zagen in mij een toekomstige arts of piloot. En zeker geen atleet. Of ik mezelf nooit als boer heb gezien? Absoluut niet. Niets voor mij. Van het boeren kun je geen goed leven leiden. Het is een zwaar bestaan met veel armoede."
Zijn eerste internationale succes behaalde Bekele in 1999 door zilver te winnen op de 3000 m bij de wereldkampioenschappen voor B-junioren in Bydgoszcz. Het jaar erop won hij op het WK voor de oudste junioren opnieuw zilver, ditmaal op de 5000 m. Dat jaar werd hij bij de junioren tevens wereldkampioen veldlopen. Die titel prolongeerde hij in 2001, op het WK veldlopen voor junioren in Belfast, waar hij overigens ook nog eens bij de senioren de zilveren medaille op de korte cross veroverde. Na dat toernooi werd hij uitgenodigd om voortaan bij de nationale selectie in Addis Abeba te komen trainen. Voor Bekele was het een droom die uitkwam. Maar wel één waarvoor hij moest verhuizen. "Ineens ging ik geld verdienen. Een bijzonder gevoel."

### Op zichzelf
De aanpassingsproblemen waren aanvankelijk groot en talrijk. Bekele sprak alleen het dialect van zijn geboortestreek en geen Amhaars, de officiële werktaal. De eerste drie maanden deelde hij uit praktische en financiële overwegingen een kamer met een neef. Zijn maandsalaris was bij lange na niet voldoende voor het huren van een zelfstandige woonruimte. Dus was het delen van een kleine kamer de beste optie. "Want ik moest daarnaast ook nog geld overhouden voor eten, drinken en taxikosten om naar de trainingen te gaan. In die tijd stuurde ik nog geen geld naar mijn ouders. Alles wat ik verdiende, had ik zelf nodig om rond te komen. Na verloop van tijd kon Bekele echter op zichzelf gaan wonen.

### Haile Gebrselassie verslagen
Bekele's ster rees vervolgens snel. Van het winnen van de dubbele wereldtitel veldlopen (zowel de korte als de lange afstand) maakte hij vanaf 2002 een gewoonte: tot en met 2006 was hij op beide afstanden ongenaakbaar. En vanaf 2003, toen hij op de wereldkampioenschappen in Parijs goud won op de 10.000 en brons op de 5000 m, manifesteerde Bekele zich ook steeds nadrukkelijker op de baan. Het was tevens het jaar waarin hij zijn illustere landgenoot Haile Gebrselassie versloeg, de man die sinds de jaren negentig de vijf en de tien kilometer had gedomineerd. "Toen ik hem leerde kennen, was hij al heel bekend. Een heel groot atleet. Ik durfde hem nauwelijks aan te kijken of tegen hem te praten." Uitgerekend bij de Fanny Blankers-Koen Games in Hengelo wist Bekele voor de eerste maal Mister Hengelo in een wedstrijd te verslaan. Het zette de verhoudingen tussen de twee op scherp, zeker omdat Gebrselassie na afloop van die race duidelijk moeite had om met de verandering in hiërarchie om te gaan. "In de kranten stond dat Haile boos was en dat hij mij later dat seizoen bij de WK in Parijs zou verslaan. Maar daar won ik opnieuw. Ik vond het de eerste keer ook een vreemde gewaarwording om Haile te verslaan. En niemand vindt het leuk om te verliezen, maar dat is nu eenmaal sport."

### Historisch
Een jaar later, op de Olympische Spelen in Athene, troffen de twee elkaar opnieuw, in de finale van de 10.000 m. Het werd een historische race, in Ethiopië zelfs bezongen in een lied. Aanleiding hiervoor was de actie van Bekele om onderweg te wachten op Gebrselassie. "Ik liep aan de leiding, maar toen ik omkeek zag ik Haile nergens. Toen besloot ik in te houden. Ik dacht als Haile erbij komt kan hij misschien via zijn eindsprint nog een medaille veilig stellen. Zilver of brons. Nee, geen goud. Die wilde ik. Ik was ook niet bang om te wachten. Het was misschien een risico, maar ik voelde me ontzettend sterk. Uiteindelijk won ik en werd Haile vijfde. Na afloop heeft hij me bedankt." Bekele legde in deze wedstrijd de laatste 400 meter af in een onwaarschijnlijke 53,02 seconden. Hij moest ook wel om zich zijn andere snelle landgenoot, Sileshi Sihine, van het lijf te houden. Het was overigens niet het enige olympische optreden van Bekele. Op de 5000 m dwong hij Hicham El Guerrouj tot het uiterste om die zijn geplande dubbelslag op de 1500 en 5000 m te laten realiseren. Twee tiende seconde bedroeg op de finishlijn het verschil tussen de winnende Marokkaan en de als tweede eindigende Bekele.

### Verlies ondanks winst
Sindsdien heeft Haile Gebrselassie zijn heil gezocht op de marathon en is Kenenisa Bekele op de baan de alleenheerser op de vijf en tien kilometer geworden. Zo ontfutselde Bekele in 2004 Gebrselassie ook nog een drietal wereldrecords op de baan, namelijk op de 5000 m, in- en outdoor, en op de 10.000 m.
Het jaar 2005 verliep vergelijkbaar. Naast de dubbelslag bij het WK veldlopen won Bekele opnieuw op vele fronten. Hij wist op de WK in Helsinki op de 10.000 m met succes zijn titel te verdedigen en nam na een ongelofelijke sprint wederom de gouden medaille mee naar huis. Vervolgens verbeterde hij in augustus tijdens de Memorial Van Damme in Brussel alweer het wereldrecord op deze afstand. Een jaar zoals de twee voorgaande, zou je denken. Maar niets was minder waar. Helemaal aan het begin ervan, enkele dagen na de jaarwisseling, was tijdens een gezamenlijke duurloop in de heuvels zijn verloofde Alem Techala, nog maar zeventien jaar oud, plotseling neergevallen en overleden op weg naar het ziekenhuis. Ze was in 2003 bij de junioren wereldkampioene geworden op de 1500 m. Het paar woonde op dat moment samen en was van plan om op 8 mei in het huwelijk te treden. Een lange periode van rouw volgde, waarna Bekele, verscheurd door verdriet en verzwakt door slaapgebrek en slecht eten, er desondanks in slaagde om in Saint-Galmier zijn twee wereldtitels veldlopen te prolongeren. "Dat is een speciale herinnering voor mij. Ik liep daar voor haar. Zonder power in de benen, maar met de steun van God. Hij liep met me mee. 2005 was voor mij een heel zwaar jaar. Ik won veel, ondanks alle pech. Maar de blijdschap van een overwinning was direct weg wanneer ik besefte dat ik het belangrijkste in mijn leven verloren had."

### Vijfde dubbele WK-titel op rij
In 2006 had Kenenisa Bekele zich een jaar na het dramatische verlies van zijn verloofde min of meer hervonden en heerste als vanouds op de atletiekbaan en in het veld. Nadat hij in maart wereldkampioen was geworden op de 3000 m tijdens de wereldindoorkampioenschappen in Moskou, was hij er enkele weken later in het eerste weekend van april als de kippen bij om in het Japanse Fukuoka voor het vijfde achtereenvolgende jaar de dubbel (zowel de korte als de lange afstand) te winnen tijdens het WK veldlopen. Een prestatie die nog nooit werd gerealiseerd door een andere atleet. Op de Bislett Games begin juni liep Bekele tegen een nederlaag aan. De Keniaan Isaac Songok, die eerder in Fukuoka op de korte cross achter Bekele de zilveren plak had gewonnen, won van Bekele met een eindsprint op de 5000 m. In augustus verlengde Bekele op Mauritius zijn titel van Afrikaans kampioen op de 5000 m af. Later die maand deed Bekele tijdens de Memorial Van Damme in Brussel nog een poging om zijn eigen wereldrecord op deze afstand te verbeteren, maar die mislukte, al liep hij er in 12.48,09 wel de beste wereldjaartijd.

### Tegenpool
Het jaar 2007 is vervolgens in enkele opzichten de tegenpool van het trieste jaar 2005. Enerzijds verliest de Ethiopiër voor het eerst sinds hij senior is de wereldtitel in het veldlopen. Tijdens het WK veldlopen 2007 in de Keniaanse stad Mombassa wint de Eritrese atleet Zersenay Tadese na een bittere strijd met Bekele, die daarbij zelfs moet opgeven. Anderzijds resulteert een nieuw aangegane relatie met actrice Dannawit Gebregziabher in november 2007 in een huwelijk, waarvoor het exclusieve Sheraton-hotel in Addis Abeba wordt afgehuurd. Sindsdien woont Bekele samen met zijn vrouw en zijn broer Tariku in een prachtig huis aan Bole Road, een van de belangrijkste verkeersaders van Addis Abeba.
Alle huwelijksvoorbereidingen ten spijt wil Bekele in augustus natuurlijk niet ontbreken op de WK in Osaka. Hij heeft immers een titel te verdedigen. Inderdaad lukt het hem om voor de derde keer in successie de wereldtitel op de 10.000 m voor zich op te eisen. Zijn lastigste tegenstander is opnieuw zijn landgenoot Sileshi Sihine, maar zelfs die weet hij aan het eind een drietal seconden voor te blijven. Of het nog niet duidelijk genoeg is wie op dit nummer het sterkst is, zet hij veertien dagen later tijdens de Memorial Van Damme in Brussel met 26.26,19 ook nog maar eens de snelste jaartijd op de kaart.

### Aanloop naar Peking
Aan het begin van het olympische jaar 2008 laat Kenenisa Bekele weten erop gebrand te zijn om zijn wereldtitel veldlopen te heroveren. In totaal zou het dan de zesde keer in zeven jaar tijd zijn, dat hij die titel op zijn naam schreef. In Edinburgh moet hij er op 30 maart echter nog onverwacht hard voor werken, omdat aan het begin van de 12 km cross een van zijn schoenen wordt uitgetrapt. Als 50ste voegt hij zich weer in het strijdperk en bijna de hele wedstrijd staat vervolgens in het teken van de opmars van Bekele, die desondanks soeverein wint en hiermee zijn zesde wereldtitel verovert. Vervolgens kondigt hij aan zijn eigen wereldrecord op de 5000 m te zullen aanvallen op de FBK Games in Hengelo. Op 24 mei komt het daar uiteindelijk niet van, maar met een tijd van 12.58,94 zet hij zich toch bovenaan de wereldjaarranglijst. Veertien dagen later plaatst hij zich in het Amerikaanse Eugene ook op de 10.000 m aan de top: zijn tijd van 26.25,97 is meer dan een halve minuut sneller dan die van de verzamelde concurrentie en is nog maar een seconde of acht verwijderd van zijn eigen wereldrecord uit 2005. Bekele lijkt zorgeloos naar de komende Olympische Spelen te kunnen toewerken.
Op de Spelen lukt het Bekele inderdaad om zijn titel op de 10.000 m te prolongeren met een verbetering van zijn olympisch record tot 27.01,17. Vervolgens pakt hij ook op de 5000 m de titel.

### Geblesseerd
De plannen van Bekele om zijn olympische titels om te zetten in klinkende munt, werden vervolgens in november 2008 doorkruist. De Ethiopiër, die medio november naar Nijmegen was gekomen met de intentie om tijdens de Zevenheuvelenloop het wereldrecord op de 15 km aan te scherpen, slaagde niet in zijn opzet. Een opkomende enkelblessure, waardoor hem door manager Jos Hermens was afgeraden om überhaupt van start te gaan, speelde hem gaandeweg steeds meer parten. Hierdoor moest hij na 11 kilometer zijn wereldrecordambities laten varen en legde hij de resterende afstand 'joggend' af. Een medisch onderzoek bracht eind november aan het licht waarvoor in Nijmegen reeds was gevreesd: Bekele had aan zijn deelname aan de Zevenheuvelenloop een stressfractuur (een haarscheurtje in het enkelbot) overgehouden. De Ethiopiër werd twee maanden volledige rust voorgeschreven. Pas daarna zou hij zijn training rustig mogen hervatten.
Het zal duidelijk zijn dat deelname aan het indoorseizoen er nu niet in zat en ook het crossseizoen liet Bekele aan zich voorbijgaan. Pas medio april kon hij zijn training hervatten, waarna hij zich op de FBK Games op 1 juni voor het eerst weer in de wedstrijdarena liet zien. Op een 1500 m ditmaal. Volgens manager Jos Hermens was dat om voldoende snelheid op te doen voor de Golden League-wedstrijden en de WK in Berlijn, later in het seizoen. Al te best ging het in Hengelo overigens nog niet, want na 1100 meter stapte Bekele uit de baan. Hij liet weten nog niet klaar te zijn voor een harde wedstrijd. Officieel heette het ook, dat hij geen risico wilde nemen vanwege een mogelijke hamstringblessure.

### Golden League 2009
De twijfel die zijn optreden in Hengelo mocht hebben gezaaid, werd veertien dagen later bij de eerste Golden League-wedstrijd van 2009, de DKB-ISTAF-meeting in Berlijn, weggenomen. Hij won er de 5000 m in 13.00,76. Drie weken later was hij in Oslo tijdens de Bislett Games opnieuw de snelste in 13.04,87. En toen hij in juli eerst in Rome en een week later ook in Parijs tijdens de volgende twee Golden League-meetings op de 5000 m opnieuw als eerste finishte – in Rome zelfs in 12.56,23, de snelste tijd van het jaar – was duidelijk dat Bekele niet alleen op de WK in Berlijn hoge ogen zou gooien, maar dat hij ook een goede kans maakte om aan het eind van de Golden League-serie de jackpot mee naar huis te nemen.

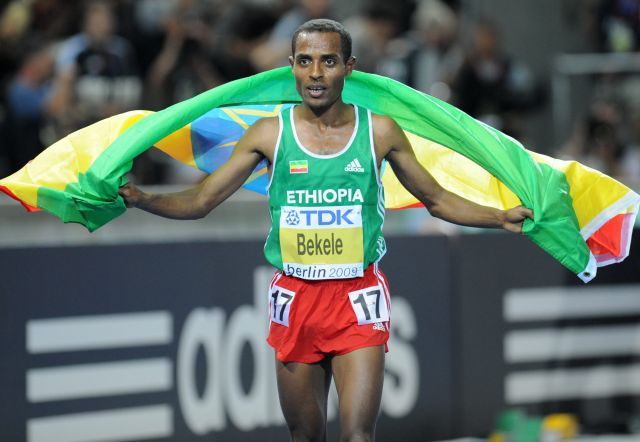
Kenenisa Bekele tijdens zijn ererondje na het behalen van het goud op de 10.000 m bij de WK van 2009.

### Wereldkampioenschappen in Berlijn
In Berlijn toonde Bekele aan dat hij ook op de 10.000 m nog altijd de dienst uitmaakt. Als grote favoriet voor de eindzege gestart, maakte hij de verwachting waar en won de wedstrijd in een kampioenschapsrecord van 26.46,31. Deze tijd was voldoende om de Eritreër Zersenay Tadese (26.50,12) en de Keniaan Moses Masai (26.57,39) op afstand te houden. Gesteund door het gegroeide vertrouwen als gevolg van zijn overwinning nam hij vervolgens enkele dagen later ook deel aan de 5000 m, iets waarover hij lange tijd had getwijfeld. En ook op deze afstand bleek hij met 13.17,09 opnieuw de sterkste, al moest hij in de eindsprint van de finale alle zeilen bijzetten om zich titelverdediger Bernard Lagat (13.17,33) en James Kwalia C'Kurui (13.17,78) van het lijf te houden. Zodoende werd de Ethiopiër de eerste atleet die, na de olympische dubbel, een jaar later ook op een WK zowel de titel op de 10.000 als de 5000 m op zijn naam schreef.

### Golden League-jackpot
Na de wereldkampioenschappen in Berlijn won Bekele ook nog eens de 5000 m tijdens de Golden League-meetings in Zürich en Brussel. Daarmee was hij ten slotte een van de drie atleten die al hun wedstrijden hadden gewonnen. De andere twee waren 400 meterloopster Sanya Richards en polsstokhoogspringster Jelena Isinbajeva, met wie hij de jackpot van $1.000.000 moest delen. Elk kreeg $333.333.

### Marathon
In 2014 maakt Bekele een uitstekend debuut in zijn eerste marathon. Hij won de marathon van Parijs in een tijd van 2:05.03. In 2015 raakte hij tijdens de Marathon van Dubai geblesseerd aan zijn achillespezen. Pas na elf maanden, in januari 2016, begon hij weer met lichte trainingen van maximaal 1 uur per dag. In april maakte hij, ondanks zijn matige voorbereiding, een uitstekende comeback, door tijdens de marathon van Londen op de derde plaats te eindigen in een tijd van 2:06.36. Op 25 september 2016 liep hij bijna een wereldrecord tijdens de prestigieuze marathon van Berlijn. Bekele strandde met een tijd van 2:03.03 op amper zes seconden van het wereldrecord. 
In 2019 won Bekele de marathon van Berlijn in 2:01.41. Hiermee liep hij de op-een-na snelste marathon ooit, slechts twee seconden boven het wereldrecord dat Eliud Kipchoge in 2018 bij de marathon van Berlijn had gelopen.

## Trivia
In Ethiopië is Bekele ambassadeur voor UNICEF.

## Titels
- Olympisch kampioen 5000 m – 2008
- Olympisch kampioen 10.000 m – 2004, 2008
- Wereldkampioen 10.000 m – 2003, 2005, 2007, 2009
- Wereldkampioen 5000 m – 2009
- Wereldindoorkampioen 3000 m – 2006
- Wereldkampioen veldlopen korte afstand – 2002, 2003, 2004, 2005, 2006
- Wereldkampioen veldlopen lange afstand – 2002, 2003, 2004, 2005, 2006, 2008
- Afrikaans kampioen 5000 m – 2006, 2008
- Ethiopisch kampioen 5000 m – 2004
- Ethiopisch kampioen veldlopen – 2001, 2002
- Wereldjeugdkampioen veldlopen – 2001

## Persoonlijke records
Outdoor
| Onderdeel   | Tijd                 | Datum             | Plaats    |
| ----------- | -------------------- | ----------------- | --------- |
| 1500 m      | 3.32,35              | 28 september 2007 | Shanghai  |
| 3000 m      | 7.25,79              | 7 augustus 2007   | Stockholm |
| 2 Eng. mijl | 8.13,51              | 26 mei 2007       | Hengelo   |
| 5000 m      | 12.37,35 (ex-WR; NR) | 31 mei 2004       | Hengelo   |
| 10.000 m    | 26.17,53 (ex-WR; NR) | 26 augustus 2005  | Brussel   |

Indoor
| Onderdeel   | Tijd                   | Datum            | Plaats     |
| ----------- | ---------------------- | ---------------- | ---------- |
| 1 Eng. mijl | 4.01,57                | 3 februari 2006  | New York   |
| 2000 m      | 4.49,99                | 17 februari 2007 | Birmingham |
| 3000 m      | 7.30,51                | 20 februari 2007 | Stockholm  |
| 2 Eng. mijl | 8.04,35 (officieus WR) | 16 februari 2008 | Birmingham |
| 5000 m      | 12.49,60 (ex-WR; AR)   | 20 februari 2004 | Birmingham |

Weg
| Onderdeel     | Tijd    | Datum             | Plaats        |
| ------------- | ------- | ----------------- | ------------- |
| 10 km         | 27.47   | 15 april 2012     | Dublin        |
| 15 km         | 42.42   | 9 december 2001   | 's-Heerenberg |
| half marathon | 1:00.22 | 1 maart 2020      | Londen        |
| marathon      | 2:01.41 | 29 september 2019 | Berlijn       |

## Palmares

### 3000 m
Kampioenschappen
- 1999:  WK jeugd – 8.09,89
- 2001:  IAAF Grand Prix – 7.54,39
- 2003:  Wereldatletiekfinale – 7.36,98
- 2006:  WK indoor – 7.39,32
- 2006:  Wereldbeker – 7.36,25
- 2009:  Wereldatletiekfinale – 8.03,79

Golden League-podiumplaatsen
- 2001:  Memorial Van Damme – 7.30,67
- 2005:  Weltklasse Zürich – 7.32,59
- 2009:  Meeting Areva – 7.28,64

### 5000 m
Kampioenschappen
- 2000: 4e Afrikaanse kampioenschappen – 13.32,37
- 2000:  WK U20 – 13.45,43
- 2003:  WK – 12.53,12
- 2003:  Afrikaanse Spelen – 13.26,16
- 2004:  OS – 13.14,59
- 2006:  Afrikaanse kampioenschappen – 14.03,41
- 2006:  Wereldatletiekfinale – 13.48,62
- 2008:  Afrikaanse kampioenschappen – 13.49,67
- 2008:  OS – 12.57,82
- 2009:  WK – 13.17,09

Golden League-podiumplaatsen
- 2003:  Bislett Games – 12.52,26
- 2003:  Golden Gala – 12.57,34
- 2005:  Meeting Gaz de France – 12.40,18
- 2006:  Bislett Games – 12.58,22
- 2006:  Meeting Gaz de France – 12.51,32
- 2006:  Golden Gala – 12.51,44
- 2006:  Weltklasse Zürich – 12.48,25
- 2006:  Memorial Van Damme – 12.48,09
- 2006:  ISTAF – 12.57,74
- 2008:  Weltklasse Zürich – 12.50,18
- 2009:  ISTAF – 13.00,76
- 2009:  Bislett Games – 13.04,87
- 2009:  Golden Gala – 12.56,23
- 2009:  Weltklasse Zürich – 12.52,32
- 2009:  Memorial Van Damme – 12.55,31

### 10.000 m
Kampioenschappen
- 2003:  WK – 26.49,57
- 2004:  OS – 27.05,10
- 2005:  WK – 27.08,33
- 2007:  WK – 27.05,90
- 2008:  OS – 27.01,17
- 2009:  WK – 26.46,31
- 2012: 4e OS – 27.32,44

Golden League-podiumplaatsen
- 2005:  Memorial Van Damme – 26.17,53 (WR)
- 2007:  Memorial Van Damme – 26.46,19
- 2011:  Memorial Van Damme – 26.43,16

Diamond League-podiumplaatsen
- 2011:  Memorial Van Damme – 26.43,16
- 2013:  Prefontaine Classic – 27.12,08

### 4 Engelse mijl
- 2011:  4 Mijl van Groningen – 17.11

### 10 km
- 2001:  Rennes – 27.40
- 2001:  Great Ethiopian Run – 31.09
- 2002:  Great Ethiopian Run – 30.32
- 2003:  Memorial Pepe Greco in Scicli – 28.50
- 2012:  Great Ireland Run – 27.47
- 2013:  Great Ireland Run – 28.51
- 2014:  Great Manchester Run – 28.23
- 2016:  Great Manchester Run – 28.08

### 15 km
- 2000:  Montferland Run – 43.09
- 2001:  Montferland Run – 42.42
- 2008:  Zevenheuvelenloop – 43.42

### halve marathon
- 2013:  Great North Run – 1:00.09

### 25 km
- 2017:  25 km van Calcutta - 1:13.48

### marathon
- 2014:  marathon van Parijs – 2:05.03
- 2014: 4e marathon van Chicago – 2:05.51
- 2016:  marathon van Londen – 2:06.36
- 2016:  marathon van Berlijn – 2:03.03
- 2017:  marathon van Londen – 2:05.57
- 2018: 6e marathon van Londen – 2:08.53
- 2019:  marathon van Berlijn – 2:01.41
- 2022: 5e marathon van Londen – 2:05.53
- 2023: 4e marathon van Valencia – 2:04.19 (WR 40+)

### veldlopen
- 1999: 9e WK junioren in Belfast – 26.27
- 1999:  Sylvestercross in Soest – 33.29
- 2000:  Warandeloop in Tilburg – 29.31
- 2001:  Ethiopische kampioenschappen in Jan Meda – onbekend
- 2001:  WK voor junioren in Oostende – 25.04
- 2001:  WK korte afstand in Oostende – 12.42
- 2002:  Ethiopische kampioenschappen in Addis Ababa – onbekend
- 2002:  WK korte afstand in Dublin – 12.11
- 2002:  WK lange afstand in Dublin – 34.52
- 2003:  WK korte afstand in Lausanne – 11.01
- 2003:  WK lange afstand in Lausanne – 35.56
- 2004:  WK korte afstand in Brussel – 11.31
- 2004:  WK lange afstand in Brussel – 35.52
- 2005:  WK korte afstand in Saint Galmier – 11.33
- 2005:  WK lange afstand in Saint Galmier – 35.06
- 2006:  WK korte afstand in Fukuoka – 10.54
- 2006:  WK lange afstand in Fukuoka – 35.40
- 2008:  WK lange afstand in Edinburgh – 34.38

## Onderscheidingen
- IAAF-atleet van het jaar – 2004, 2005

1912: Hannes Kolehmainen ·
1920: Joseph Guillemot ·
1924: Paavo Nurmi ·
1928: Ville Ritola ·
1932: Lauri Lehtinen ·
1936: Gunnar Höckert ·
1948: Gaston Reiff ·
1952: Emil Zátopek ·
1956: Vladimir Koets ·
1960: Murray Halberg ·
1964: Bob Schul ·
1968: Mohammed Gammoudi ·
1972: Lasse Virén ·
1976: Lasse Virén ·
1980: Miruts Yifter ·
1984: Saïd Aouita ·
1988: John Ngugi ·
1992: Dieter Baumann ·
1996: Vénuste Niyongabo ·
2000: Millon Wolde ·
2004: Hicham El Guerrouj ·
2008: Kenenisa Bekele ·
2012: Mo Farah ·
2016: Mo Farah ·
2020: Joshua Cheptegei ·
2024: Jakob Ingebrigtsen
1912: Hannes Kolehmainen ·
1920: Paavo Nurmi ·
1924: Ville Ritola ·
1928: Paavo Nurmi ·
1932: Janusz Kusociński ·
1936: Ilmari Salminen ·
1948: Emil Zátopek ·
1952: Emil Zátopek ·
1956: Vladimir Koets ·
1960: Pjotr Bolotnikov ·
1964: Billy Mills ·
1968: Naftali Temu ·
1972: Lasse Virén ·
1976: Lasse Virén ·
1980: Miruts Yifter ·
1984: Alberto Cova ·
1988: Brahim Boutayeb ·
1992: Khalid Skah ·
1996: Haile Gebrselassie ·
2000: Haile Gebrselassie ·
2004: Kenenisa Bekele ·
2008: Kenenisa Bekele ·
2012: Mo Farah ·
2016: Mo Farah ·
2020: Selemon Barega ·
2024: Joshua Cheptegei
1983 Eamonn Coghlan ·
1987 Saïd Aouita ·
1991 Yobes Ondieki ·
1993 Ismael Kirui ·
1995 Ismael Kirui ·
1997 Daniel Komen ·
1999 Salah Hissou ·
2001 Richard Limo ·
2003 Eliud Kipchoge ·
2005 Benjamin Limo ·
2007 Bernard Lagat · 
2009 Kenenisa Bekele ·
2011 Mo Farah ·
2013 Mo Farah ·
2015 Mo Farah ·
2017 Muktar Edris ·
2019 Muktar Edris ·
2022 Jakob Ingebrigtsen ·
2023 Jakob Ingebrigtsen
1983 Alberto Cova ·
1987 Paul Kipkoech ·
1991 Moses Tanui ·
1993 Haile Gebrselassie ·
1995 Haile Gebrselassie ·
1997 Haile Gebrselassie ·
1999 Haile Gebrselassie ·
2001 Charles Kamathi ·
2003 Kenenisa Bekele ·
2005 Kenenisa Bekele ·
2007 Kenenisa Bekele ·
2009 Kenenisa Bekele ·
2011 Ibrahim Jeilan ·
2013 Mo Farah ·
2015 Mo Farah ·
2017 Mo Farah ·
2019 Joshua Cheptegei · 
2022 Joshua Cheptegei · 
2023 Joshua Cheptegei